# Shinano (Nagano)
Shinano (信濃町 Shinano-machi?) es un pueblo en la prefectura de Nagano, Japón, localizado en la parte central de la isla de Honshū, en la región de Chūbu. El 1 de marzo de 2021 tenía una población estimada de 7558 habitantes y una densidad de población de 51 personas por km².

## Geografía
Shinano se encuentra en el extremo norte de la prefectura de Nagano, limita al norte con la prefectura de Niigata. El lago Nojiri y el monte Kurohime están en Shinano..

## Historia
El área actual de Shinano era parte de la antigua provincia de Shinano. La villa moderna de Shinano fue creada por la fusión de las villas de Kashiwabara y Fujisato el 1 de julio de 1955. Shinano se fusionó con las villas vecinas de Furuma y Shinanojiri para formar el pueblo de Shinano el 30 de septiembre de 1956.

## Demografía
Según los datos del censo japonés, la población de Shinano ha comenzado a disminuir en los últimos 30 años.
| Gráfica de evolución demográfica de Shinano entre 1940 y 2015 |
|                                                               |
| Oficina de Estadísticas de Japón                              |